# Phoenicopterus
Phoenicopterus és un gènere d'ocells de la família dels fenicoptèrids (Phoenicopteridae). Aquests flamencs viuen en zones humides del Vell i Nou Mon.

## Taxonomia
Si bé en el passat es consideraven dins la mateixa espècie, avui són ubicats a tres diferents:
- Phoenicopterus roseus – Flamenc rosat
- Phoenicopterus ruber – Flamenc del Carib
- Phoenicopterus chilensis – Flamenc de Xile